# NGC 1664

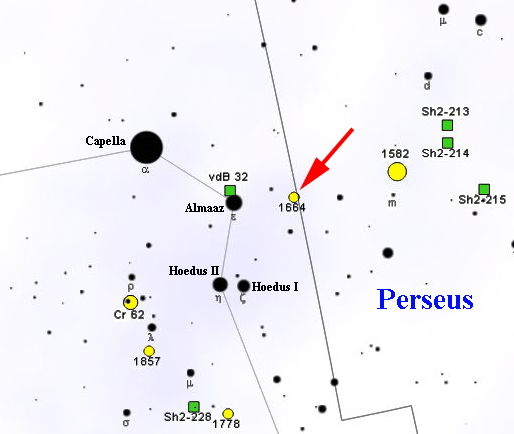
Bản đồ hiển thị vị trí của NGC 1664

NGC 1664 là một cụm sao mở trong chòm sao Ngự Phu. Nó chứa các ngôi sao với tổng cộng khoảng 640 khối lượng mặt trời với bán kính thủy triều là 13,2 pc (43 ly).